# ソーズビー・キャメロン
ソーズビー・キャメロン（Soesbe Cameron、2000年4月14日 - ）は、日本の男性タレント。旧芸名および日本名は、ソーズビー 航洋（ソーズビー こうよう）。

## 概要
アメリカ合衆国オレゴン州出身。フリーランス。2018年まではA-PLUSに、2024年までは吉田正樹事務所に所属していた。日本人とアメリカ人の間に生まれたハーフ。NHK教育『大!天才てれびくん』2012年度 - 2013年度てれび戦士として知られている。姓（名字）はソーズビー（Soesbe）であり、SNSのアカウント名は「CameronSoesbe」と名姓順となっている。

## 出演
（出典：）

### バラエティ

#### 現在
- ビットワールド（2014年7月 - 2019年3月・2020年2月 - 、NHK Eテレ） - ゾース 役、ほかのコーナーへの出演
- ヒルナンデス!（2022年4月 - 、日本テレビ） - VTRコーナーに不定期出演
- えいごであそぼ Meets the World（2023年4月4日 - 、NHK Eテレ） - ZUBY 役

#### 過去
- ピラメキーノ（2011年4月 - 2012年1月、テレビ東京） - バカウケ コドモ-1GP コドモ審査員
- 大!天才てれびくん（2012年4月 - 2014年3月、NHK Eテレ） - てれび戦士
- 今夜くらべてみました（2021年1月お正月特番・2021年6月、日本テレビ）
- 踊る!さんま御殿!!（2022年3月、日本テレビ）
- きゃりーぱみゅぱみゅのホリデーシーズン 世界のみんなと英語であそんじゃおう（2022年12月25日、NHK Eテレ） - ZUBBY 役
- 天才てれびくん（2024年4月8日、NHK Eテレ） - ジオ物語第2話　バレエの先生役

### ラジオ
- 全国こども電話相談室・リアル!（2014年4月 - 2015年3月、TBSラジオ）

### 映画
- ラムネ（2010年） - 陽介（幼少期） 役

### CM
- マクドナルド ハッピーセット・マダガスカル2（2009年）

### 舞台
- キミと星空に未来を描いた日2015（2015年） - フレディ 役
- 七転び土に還る（2016年） - マリオン 役
- ビットワールド THE STAGE（2025年公演予定） - ゾース 役[2]

### PV
- MUCC｢フォーリングダウン」（2010年）
- GARNiDELiA「Blazing」（2014年）
- あっくん「プレゼント」（2015年）